# MY STORY Classical
《MY STORY Classical》（古典私物語）是日本歌手濱崎步的混音專輯，2005年3月24日於日本發售。

## 說明
- 本作以濱崎步第六張原創專輯《MY STORY》之收錄曲為中心，並以古典音樂方式重新編曲、演奏而成。
- 本作內音樂是由佐渡裕所指揮的巴黎拉姆爾管絃樂團（Concerts Lamoureux）負責演奏。

## 收錄歌曲
1. WONDERLAND
2. Moments
3. HAPPY ENDING
4. GAME
5. HOPE or PAIN
6. Kaleidoscope
7. CAROLS
Panasonic「LUMIX」FX-7廣告歌曲
8. walking proud
9. Catcher In The Light
10. HONEY
11. winding road
12. A Song is born ※Bonus曲目
此曲是2001年和globe女主唱KEIKO的對唱曲。在愛知縣舉行的世界博覽會濱崎步演唱了本曲